# Edward Charles Titchmarsh
Edward Charles »Ted« Titchmarsh, FRS, angleški matematik, * 1. junij 1899, Newbury, Anglija, † 18. januar 1963, Oxford, Anglija.